# Agrodiaetus duplicata
Agrodiaetus duplicata är en fjärilsart som beskrevs av Bethune-Baker 1910. Agrodiaetus duplicata ingår i släktet Agrodiaetus och familjen juvelvingar. Inga underarter finns listade i Catalogue of Life.